# Stare Kupiski
Stare Kupiski – wieś położona w Polsce w województwie podlaskim, w powiecie łomżyńskim, w gminie Łomża.
| SIMC    | Nazwa  | Rodzaj    |
| ------- | ------ | --------- |
| 0401118 | Glinki | część wsi |

Wierni kościoła rzymskokatolickiego należą do parafii św. Jadwigi Śląskiej w Nowych Kupiskach.

## Historia
Dawniej wieś i dobra Kupiski Stare.
W latach 1921 – 1939 wieś i folwark leżały w województwie białostockim, w powiecie łomżyńskim, w gminie Kupiski.
Według Powszechnego Spisu Ludności z 1921 roku zamieszkiwało:
- wieś – zamieszkiwało 248 osób, 239 było wyznania rzymskokatolickiego, 1 prawosławnego a 8 mojżeszowego. Jednocześnie 239 mieszkańców zadeklarowało polską przynależność narodową, 1 rosyjską, 8 żydowską. Było tu 38 budynków mieszkalnych.
- folwark – zamieszkiwało 166 osób, 152 było wyznania rzymskokatolickiego, 14 mojżeszowego. Jednocześnie 157 mieszkańców zadeklarowało polską przynależność narodową a 9 żydowską. Było tu 8 budynków mieszkalnych[8].

Miejscowości należały do parafii rzymskokatolickiej w Łomży. Podlegała pod Sąd Grodzki i Okręgowy w Łomży; właściwy urząd pocztowy mieścił się w Łomży.
W wyniku napaści ZSRR na Polskę we wrześniu 1939 miejscowość znalazła się pod okupacją sowiecką. Od czerwca 1941 roku pod okupacją niemiecką. Od 22 lipca 1941 do 1945 włączona w skład Landkreis Lomscha, Bezirk Bialystok III Rzeszy.
Do 1954 roku miejscowość należała do gminy Kupiski. W latach 1954–1971 wieś należała i była siedzibą władz gromady Kupiski Stare, w 1972 siedzibę gromady przeniesiono do Łomży. W latach 1975–1998 miejscowość administracyjnie należała do województwa łomżyńskiego.